# 極嬢ヂカラPremium
『極嬢ヂカラPremium』（ごくじょうヂカラ プレミアム）は、テレビ東京系列で放送されていたバラエティ番組である。略称は「極嬢」。特番を含む2010年9月の放送まで番組名は『極嬢ヂカラ』だったが2010年10月の放送枠移動に伴い、現在の番組名に改題され、2012年9月まで放送された。

## 番組概説

### 内容
恋愛もキャリアもお洒落も手に入れたい年収600万以上の女性を「極嬢」と定義し、その女性たちが今まで満たせなかった欲望を満たせる情報を提供するのがコンセプトである。

### レギュラー化までの背景と放送時間の変容
第1回放送は2009年1月2日未明（1日深夜）1時から1時54分（JST・以下同）まで放送された。ここでは、同性愛などが取り上げられた。第2回は同年9月17日未明（16日深夜）0時12分から1時13分まで放送され、イビザ島でのイベントなどが取り上げられた。この2回の放送が好評でレギュラー化が決定した。出演者はYOUと大橋未歩のみが変わらず出演し、トリンドル玲奈が新たに加わった。このほか女性お笑い芸人1人がゲスト出演する。また、水曜後半枠の放送がテレビ東京制作になるのは『しょこ♥リータ』以来9ヶ月ぶりでバラエティ7になってからは初めてである。
2010年10月からテレビ東京は『きらきらアフロ』が月曜バラエティ7枠から水曜バラエティ7後半枠に移動する事になったため、当番組は10月12日から『ありえへん∞世界』が火曜19時に移動・枠拡大したことによって空いた火曜バラエティ7枠に放送時間移動及び拡大となり番組名も『極嬢ヂカラPremium』として改題された。改題後は、それまで女性お笑い芸人が中心だったゲスト出演者が、アイドルから歌手までと幅広くなった。
2011年10月からはバラエティ7枠消滅に伴い、他のバラエティ7の番組同様に単独番組扱いとなったが、2012年10月の23:58 - 翌1:00の改編に伴い、2012年9月26日未明（25日深夜）を以って最終回を迎えた。

## 出演者

### 特番時代
下記の放送リストを参照

### レギュラー化以降
- YOU
- 大橋未歩（当時テレビ東京アナウンサー）

過去のレギュラー出演者
- トリンドル玲奈（2010年1月 - 9月、『極嬢ヂカラ』レギュラー）

## 放送リスト
| 特番時代      | 特番時代 | 特番時代                            |
| 放送日        | 内容 | ゲスト                              |
| ------------- | --- | ----------------------------------- |
| 2009年1月2日  | 超セレブの新常識!知りたい極嬢のアソコ事情!2009年アンダーヘアケアで女をアゲる! 女に抱かれたい女BEST5!2009年「レズビアンの世界」で女を感じよう! 注目!4大アッパーティー 激レア話!岩堀せり×佐田真由美 1分で分かる!極嬢の結婚・出産事情 | YOU、虻川美穂子（北陽）、松島花     |
| 2009年9月17日 | 美人レズビアンカップルが行く!衝撃!スペイン「イビザ島」BEST5 有名セレブ「ディータ」極嬢パーティー潜入!! イケてる妊婦=ホットママ 美人!妊婦ヌードに挑戦 新・美乳宣言!!美人社長が最新バストマシーンに挑戦!!                            | YOU、松嶋尚美（オセロ）、黒木なつみ |

| 2010年：『極嬢ヂカラ』 | 2010年：『極嬢ヂカラ』 | 2010年：『極嬢ヂカラ』 | 2010年：『極嬢ヂカラ』              |
| #                      | 放送日                 | 内容 | ゲスト                              |
| ---------------------- | ---------------------- | --- | ----------------------------------- |
| 1                      | 1月7日                 | アンダーヘア革命!! 女を感じよう! 欲望を満たすバカンス! | 馬場園梓 松嶋尚美                   |
| 2                      | 1月14日                | 美尻革命2010 極嬢「生理ヂカラ」 | 馬場園梓                            |
| 3                      | 1月21日                | 2010年打ち系プチ整形 まつげエクステで極嬢EYEを手に入れよう | 馬場園梓                            |
| 4                      | 1月28日                | 2010年時代を変える極嬢企業家5 落ちないアートメイク | 馬場園梓                            |
| 5                      | 2月4日                 | コルセット復活!進化系ボディコン!今夜は「美くびれ」ドSファッション 打ち系整形!ブラックカード!極嬢社長 Birthday Party潜入!                                                                                | 友近                                |
| 6                      | 2月11日                | 一流企業推薦 いいオトコ図鑑 | にしおかすみこ                      |
| 7                      | 2月18日                | ブラジリアンワックス第2弾! 極上オーラルケア 美歯でアガる最新ホワイトニング体験 | にしおかすみこ                      |
| 8                      | 2月25日                | 最強バストメイク 美乳宣言2010春〜夏 | 熊田曜子                            |
| 9                      | 3月4日                 | 一流企業推薦 デキる!オンナ図鑑 極穣スペシャルケア 美ヘソ時代への突入 シミを1週間で撃退する技術! | 光浦靖子                            |
| 10                     | 3月11日                | 深夜のガールズトークスペシャル | 光浦靖子                            |
| 11                     | 3月18日                | ゴシップ極嬢「東京ガールズコレクション」人気モデルの本音が炸裂! 新スタンダード 鍼で美しく美容鍼初体験 極嬢たちのプロテクション!コンドーム製造工場 驚きの技術 世界最新避妊事情!女のカラダを守るピルとは? | 馬場園梓                            |
| 12                     | 3月25日                | 極嬢ヂカラ in LA インド発!話題の糸脱毛「スレッディング」 アカデミー賞も受賞!ハリウッドの最先端!極嬢メイク術 極嬢企業戦士コレクション                                                                    | 馬場園梓                            |
| 13                     | 4月1日                 | 一流企業推薦 いいオンナ図鑑SEASON2 オトコを磨け!極男の見だしなみ | ライセンス パンツェッタ・ジローラモ |
| 14                     | 4月8日                 | 極嬢「生理ヂカラ」UP!第2弾 | 小原正子                            |
| 15                     | 4月15日                | 深夜の焼き肉ガールトーク第2弾 | 杉本彩                              |
| 16                     | 4月22日                | 深夜の焼き肉ガールトーク第2弾 | 杉本彩                              |
| 17                     | 4月29日                | 極嬢ヂカラシーズン1 10大コレクション |                                     |
| 18                     | 5月6日                 | 2010年婦人科検診を受けて自分のカラダを守ろう! 新大久保 極嬢スポットBEST5 | 光浦靖子                            |
| 19                     | 5月13日                | 極嬢スペシャルケア イヤーエステで耳の感度を解放! 2010年初夏 女の夜遊び 6大アッパーパーティー | 光浦靖子                            |
| 20                     | 5月20日                | What do you think? 極嬢ハミ出しコラム | 小原正子                            |
| 21                     | 5月27日                | ブラジリアンワックス第4弾!沖縄美女「アンダーヘア脱毛」初体験 極嬢注目マシーン 最新ダイエット ブヨブヨ脂肪を凍らせる! 夏に胸の谷間をダラダラ襲う!オンナの悩み・バスト汗!                                 | にしおかすみこ、友近                |
| 22                     | 6月3日                 | YOUが今行きたいと思っている極嬢美容を一挙公開! 深夜に会えるデキるいいオンナ図鑑 | にしおかすみこ、小原正子            |
| 23                     | 6月10日                | SEX AND THE CITY2 公開記念 SEX AND THE CITY ありえないオトコ特集 | 小原正子                            |
| 24                     | 6月17日                | 深夜の鉄板焼きガールズトーク第4弾 深夜に会える デキるいいオンナ図鑑 | 杉本彩、小原正子、黒沢かずこ        |
| 25                     | 6月21日                | 極嬢ヂカラ的オランダ戦略BEST5 | 光浦靖子                            |
| 26                     | 7月1日                 | YOUが提唱 克服したい女の4大コンプレックス | 光浦靖子                            |
| 27                     | 7月8日                 | How About CHU!? 注目サイトのお洒落オフィスに潜入! | 馬場園梓                            |
| 28                     | 7月15日                | 極嬢スポット海外編 イスラエルBEST5 | シルク                              |
| 29                     | 7月22日                | 極秘GIRLS'TALK 肉×女 深夜の焼肉トーク |                                     |
| 30                     | 7月29日                | 2010年極嬢ヂカラ お尻革命 痔 錦糸町 極嬢スポットBEST5 | はるな愛                            |
| 31                     | 8月5日                 | 深夜の焼き肉ガールズトーク第5弾 | はるな愛、叶恭子                    |
| 32                     | 8月12日                | 女の欲望を充たす街!第3弾 極嬢エステ2010 顔のお肉を撃退!小顔美人革命 極嬢ヂカラ・いい女図鑑 | 小原正子                            |
| 33                     | 8月19日                | 極嬢ヂカラSeason2 10大コレクション |                                     |
| 34                     | 8月26日                | 2010年重力に負けるな!Not垂れ胸!バストアップ革命! 極嬢ヂカラが推薦!絶対に行きたくなる最強インドエステ!                                                                                                   | MEGUMI                              |
| 35                     | 9月2日                 | 愛は子宮を救う | MEGUMI                              |
| 36                     | 9月9日                 | 極嬢スポット 韓国BEST5 極嬢 ハミ出しコラム |                                     |
| 37                     | 9月16日                | SEXの秘密をマジメに解明!性にまつわる不都合な真実 極嬢 ハミ出しコラム | はるな愛、叶恭子                    |
| 38                     | 9月23日                | 女の偏見リサーチ こんな男は○○だ! 極嬢総研 市場調査 | 友近                                |
| 39                     | 9月30日                | YOUが絶賛した美のプロフェッショナルを一挙公開! 極嬢総研 市場調査 極嬢ハミ出しコラム | 友近                                |

| 2010年：『極嬢ヂカラPremium』 | 2010年：『極嬢ヂカラPremium』 | 2010年：『極嬢ヂカラPremium』 | 2010年：『極嬢ヂカラPremium』                 |
| #                             | 放送日                        | 内容 | ゲスト                                        |
| ----------------------------- | ----------------------------- | --- | --------------------------------------------- |
| 1                             | 10月12日                      | 夏で疲れたヒップ回復!美尻革命2010秋 極嬢的ピンクリボン 極嬢総研マーケットリサーチ                                                                       | ほしのあき、後藤真希                          |
| 2                             | 10月19日                      | DEEPスポット第5弾!女の欲望を満たす街「歌舞伎町」BEST5 極嬢総研マーケットリサーチ                                                                        | トリンドル玲奈、友近、小原正子、後藤真希      |
| 3                             | 10月26日                      | YOUが今絶対に行きたい 3大極嬢エステ! 極嬢総研マーケットリサーチ 男社会で戦う デキるいいオンナ図鑑                                                       | はるな愛、道端アンジェリカ                    |
| 4                             | 11月2日                       | 女の偏見リサーチ「こんな男は○○だ」 男社会で戦う デキるいいオンナ図鑑 極嬢総研マーケットリサーチ                                                         | はるな愛、道端アンジェリカ 倉田真由美、原幹恵 |
| 5                             | 11月9日                       | 女の体の知られざる真実 結婚資金を貯めろ!新井Dギャンブル企画 第3弾 極嬢総研マーケットリサーチ                                                            | 北陽、及川奈央                                |
| 6                             | 11月16日                      | 女が行きたい最新人間ドック 衝撃!大橋アナのカラダに○秘が発覚! 一流企業のいいオトコ図鑑 大手が推薦! 極嬢総研マーケットリサーチ 仕事がデキるいいオンナ図鑑 | いとうあさこ、ローラ                          |
| 7                             | 11月23日                      | 深夜の焼き肉ガールズトーク 第6弾 極嬢ハミ出しコラム | MEGUMI、杉本彩                                |
| 8                             | 11月30日                      | DEEPスポット第6弾!女の欲望を満たす街「五反田」 | 久本雅美、SHELLY                              |
| 9                             | 12月7日                       | 2010冬 YOUと久本雅美が○○したいBEST3 極嬢総研 市場調査マーケットリサーチ                                                                                 | 久本雅美、板井麻衣子                          |
| 10                            | 12月14日                      | 緊急企画 女の平均値が分かる 極嬢国勢調査2010 | 辺見えみり、道端カレン                        |
| 11                            | 12月21日                      | 女の生態をのぞき見SP | 辺見えみり、カレン カレン                     |

| 2011年 | 2011年   | 2011年                                                                                             | 2011年                                                          |
| #      | 放送日   | 内容                                                                                               | ゲスト                                                          |
| ------ | -------- | -------------------------------------------------------------------------------------------------- | --------------------------------------------------------------- |
| 12     | 1月4日   | YOUが選んだ 女の衝撃映像BEST30                                                                     |                                                                 |
| 13     | 1月11日  | 2011年コレが来る!最新4大美容法!                                                                    | 友近、吉川ひなの                                                |
| 14     | 1月18日  | 極嬢ヂカラ的 恋愛事件簿!大ヒット!恋愛ラブコメ裁判!                                                 | 友近、吉川ひなの、はるな愛 狩野恵理、相内優香                   |
| 15     | 1月25日  | 女の欲望を満たす街 鶯谷・日暮里 BEST5 極嬢ADが変身!?メンズセラピストの新感覚エステ                 | 国生さゆり、小原正子                                            |
| 16     | 2月1日   | 女の平均値が分かる極嬢国勢調査第2弾 デキるいいオンナ図鑑                                           | 国生さゆり、小原正子                                            |
| 17     | 2月8日   | バレンタイン特別企画 女の偏見リサーチ こんな男は○○だ!コンプリート                                  |                                                                 |
| 18     | 2月15日  | 今週末に本気で行きたい!極嬢バイキング                                                              | SHELLY、大久保佳代子                                            |
| 19     | 2月22日  | 最新 恋愛スタイル 女の偏見リサーチ こんな男は○○だ!                                                 | SHELLY、大久保佳代子、西川史子                                  |
| 20     | 3月1日   | 極嬢用語の基礎知識 デキルいい男図鑑                                                                | シルク、光浦靖子、小森純                                        |
| 21     | 3月8日   | 女の欲望を満たす街 ウラ麻布十番 BEST5 デキるいい男図鑑                                             | 光浦靖子、小森純                                                |
| 22     | 3月15日  | 今週末に本気で行きたい!極嬢バイキング                                                              | SHELLY、大久保佳代子                                            |
| 23     | 3月22日  | 女の平均値が分かる極嬢国勢調査第3弾                                                                | 室井佑月、後藤真希、道端カレン                                  |
| 24     | 3月29日  | 有名映画をぶった斬る 大ヒット!恋愛ラブコメ裁判 デキるいい男図鑑                                    | MALIA、オアシズ                                                 |
| 25     | 4月5日   | 極嬢ヂカラ×食べログ 極嬢的TOKYO肉MAP                                                               | 繁田美貴                                                        |
| 26     | 4月12日  | 大ヒット!ラブコメ裁判 デート中断男から○○のデカすぎる男まで 極嬢 夜のハミ出しコラム                 | おかもとまり、小原正子、西川史子                                |
| 27     | 4月19日  | 女の偏見リサーチ こんな男は○○だ! 女×男 国語の時間 国内でリラックス 週末で行ける 女のプチ旅行       | MEGUMI、小原正子、西川史子                                      |
| 28     | 4月26日  | 深夜の焼き肉ガールズトーク第7弾 KISSフェスティバル開催!話題騒然!!「レズビアンカップルのキス」      | 小原正子、秋吉久美子、道端アンジェリカ                          |
| 29     | 5月3日   | 極嬢ヂカラ的 KISSフェスティバル第2弾!                                                              | はるな愛、道端アンジェリカ                                      |
| 30     | 5月17日  | 女の宿命「生理」スペシャル                                                                         | 小原正子、道端アンジェリカ                                      |
| 31     | 5月24日  | 大ヒット!ラブコメ裁判                                                                              | SHELLY、大久保佳代子                                            |
| 32     | 5月31日  | 2011流行恋愛スタイル BEST3 恋愛緊急企画 こんな女は○○な恋愛をする!!                                 | おかもとまり、ローラ、大久保佳代子                              |
| 33     | 6月7日   | 極嬢国勢調査2011                                                                                   | 国生さゆり、室井佑月、小原正子 後藤真希、辺見えみり、道端カレン |
| 34     | 6月14日  | 夏先取り!オンナが脱ぐと得するSPOT BEST4                                                            | SHEILA、馬場園梓                                                |
| 35     | 6月21日  | 女の偏見リサーチ こんな男は○○だ! 2011夏に注目の恋愛Style                                           | hitomi、オアシズ、道端アンジェリカ                              |
| 36     | 6月28日  | 極嬢ヂカラ調べ 2011夏に注目の恋愛Style 緊急企画 オトコに言われた許せない一言!                      | hitomi、オアシズ、道端カレン                                    |
| 37     | 7月5日   | 女の平均値が分かる 極嬢国勢調査第4弾                                                               | SHEILA、馬場園梓                                                |
| 38     | 7月12日  | 大ヒット!ラブコメ裁判                                                                              | SHEILA、はるな愛                                                |
| 39     | 7月26日  | 真夏の性のギモンSpecial                                                                            | SHEILA、杉本彩                                                  |
| 40     | 8月2日   | 女の偏見リサーチ こんな男は○○だ!クラブホステスVer.                                                 | MALIA、小原正子、椿鬼奴                                         |
| 41     | 8月9日   | 極嬢×ビーチ 緊急リサーチ in湘南 新井Dが挑戦!ギャンブル企画第4弾 ボートレースVer.                   | MALIA、小原正子、椿鬼奴 友近、西川史子                          |
| 42     | 8月16日  | 極嬢国勢調査 第5弾                                                                                 | 小原正子、椿鬼奴、Sowelu                                        |
| 43     | 8月23日  | 検証!カップルの法則 2011流行恋愛スタイル BEST3                                                     | 小原正子、Sowelu                                                |
| 44     | 8月30日  | 極嬢フォーラム2011 明日もっと愛し合うために 極嬢ヂカラ×ワコール オリジナルブラジャー開発!          | MEGUMI、大久保佳代子、道端カレン 井戸田潤、石田純一             |
| 45     | 9月6日   | 極嬢フォーラム2011 明日もっと愛し合うために                                                        | MEGUMI、大久保佳代子、道端カレン 井戸田潤、石田純一             |
| 46     | 9月13日  | 極嬢ドキュメント!働くオンナ 決意のヌード2011                                                       | 大久保佳代子、道端カレン                                        |
| 47     | 9月20日  | 超大物芸能人ご用達!ホステス業界「伝説の女」 極嬢ヂカラ的 都道府県別ラブ事情 SPECIAL                | SHEILA、はるな愛、 麻倉理香                                     |
| 48     | 9月27日  | 極嬢ドキュメント!決意のヌード2011 第2夜 秋の夜長に…性のギモン10連発                                |                                                                 |
| 49     | 10月4日  | 女の偏見リサーチ こんな男は○○だ!クラブホステスVer.                                                 | バービー、小原正子                                              |
| 50     | 10月11日 | 極嬢ヂカラ的 女の秘密 大解明!雑学嬢                                                                | 仁科仁美、光浦靖子                                              |
| 51     | 10月18日 | 極嬢フォーラム2011〜明日もっと愛し合うために〜                                                     | 仁科仁美、大久保佳代子 ユージ、石田純一                         |
| 52     | 10月25日 | 極嬢ドキュメント!働くオンナ 決意のヌード第2弾                                                      | 大久保佳代子、道端カレン                                        |
| 53     | 11月1日  | 極嬢ドキュメント!働くオンナ 決意のヌード第2弾後編 極嬢ヂカラ的47都道府県別ラブ事情                 | 大久保佳代子、道端カレン バービー、小原正子                     |
| 54     | 11月8日  | 極嬢フォーラム2011秋 どメジャー映画 恋愛裁判                                                       | 大久保佳代子、仁科仁美 ユージ、石田純一                         |
| 55     | 11月15日 | どメジャー映画恋愛裁判                                                                             | 大久保佳代子、小森純 井戸田潤、道端カレン                       |
| 56     | 11月22日 | 極嬢ドキュメント!働くオンナ 決意のヌード第2弾!最終章 新企画!極嬢調査部 衝撃!オンナの次世代セミナー | 大久保佳代子、小森純                                            |
| 57     | 11月29日 | 極嬢ヂカラ的女の秘密 大解明!雑学嬢                                                                 | 大久保佳代子、小森純                                            |
| 58     | 12月6日  | 女の偏見リサーチ こんな男は○○だ!                                                                   | 友近、菜々緒                                                    |

| 2012年 | 2012年 | 2012年 | 2012年 |
| #      | 放送日 | 内容   | ゲスト |
| ------ | ------ | ------ | ------ |

## スタッフ
- ナレーション：永島由子
- 構成：西田哲也 / 北原ゆき、小高弘嗣
- リサーチ：田中郁子（ニューズクリエイト）
- TD：近藤剛史
- 映像：三浦宏一、小峰信彦
- カメラ：菊池裕介（以前は、カメラ→TD）、山岸慶太郎
- 音声：久保田優
- LD：山崎康紀
- デザイン：金森明日香
- 技術協力：テクノマックス、テレビ東京アート
- 衣装協力：Ruce、calian、BOUTIQUE ほか
- 編集：森岡晃子、森岡佑次、星澤彩
- MA：吉田章太
- 音響効果：稲川壮、クォンジノ
- イラスト：五月病マリオ、せらみかる
- 制作協力：ホールマン
- AP：茂木葉子
- 演出補：山本桂子（一時期、ディレクターだった時期あり）、望月麻未
- ディレクター：新井若菜、日向建太、祖父江里奈
- 演出：佐藤野枝（以前は、ディレクター）
- プロデューサー：工藤里紗（以前は、演出・プロデューサー→一時離脱）
- 製作著作：テレビ東京

### 過去のスタッフ
- 映像：佐藤誠二
- カメラ：丸山真平
- 編集：川崎久子
- MA：船木麗奈
- 編成：金子卓磨
- 企画推進：大和健太、本田光範、市倉麻衣
- 演出補：田中里美、桝井香織、野老佑佳、佐藤操
- ディレクター：斎藤愛、福井シェリー、日向ケイト
- プロデューサー：陳賛淑

## 書籍
- 極嬢ヂカラ LOVE&SEX GIRL'S TALK（編集：TV LIFE編集部、学研パブリッシング、2010年10月8日）ISBN 978-4-05-404737-2